# Banca delle Marche
La Banca delle Marche S.p.A., o brevemente Banca Marche  è stato un istituto di credito italiano, dal 22 novembre 2015 in liquidazione coatta amministrativa.
Dal giorno successivo è stata rifondata, come Good Bank, con la nuova denominazione di Nuova Banca delle Marche S.p.A., in breve  Nuova Banca Marche.
Insieme a Nuova Banca Etruria e Nuova CariChieti, successivamente alla vendita dei crediti in sofferenza e in incaglio al Fondo Atlante, il 10 maggio 2017 le Nuove Banche sono state cedute a UBI Banca al prezzo simbolico di 1 euro.
A partire dal 7 settembre 2017, Nuova Banca Marche ha cambiato denominazione sociale in Banca Adriatica S.p.A. e successivamente, il 23 ottobre 2017 Banca Adriatica S.p.A e la sua controllata CARILO – Cassa di Risparmio di Loreto S.p.A. sono state fuse in UBI Banca S.p.A.

## Storia
La Banca delle Marche S.p.A. venne fondata il 2 novembre 1994 ad Ancona, dove aveva la sede legale, ed è il risultato della fusione tra "Cassa di Risparmio di Pesaro" e "Banca Carima" (fino al 1992 Cassa di Risparmio della Provincia di Macerata), fondate rispettivamente nel 1841 e nel 1846; il 31 dicembre 1995 incorporò la "Cassa di Risparmio di Jesi"  (al cui capitale partecipava anche la Cariplo, oggi Intesa Sanpaolo), istituita con Rescritto Pontificio il 27 maggio 1844.
Nel 1997 la Banca delle Marche S.p.a. acquisiva il controllo della "Carilo - Cassa di Risparmio di Loreto S.p.A." e del "Mediocredito Fondiario Centroitalia S.p.A.".
Nel 1999, la banca con l'accordo con il gruppo assicurativo britannico "Commercial Union" (ora Aviva) iniziava a diversificare i suoi servizi a favore della clientela. Ancora nello stesso anno veniva costituita "Focus Gestioni S.G.R. S.p.A.", società che si occupa della gestione del risparmio.
Nel 2003 veniva incorporata la controllata "Mediocredito Fondiario Centroitalia S.p.A.".
Tra il 2004 e il 2006 venivano costituite la "Banca delle Marche Gestione Internazionale Lux SA", società di gestione del risparmio di diritto lussemburghese e "Medioleasing S.p.a.", per l'attività di leasing finanziario e operativo, con la cessione di  "Marche Riscossioni" a "Riscossioni S.p.a.".
Nel 2009, dopo che due anni prima c'era stato un aumento di capitale, la "Fondazione Cassa di Risparmio di Fano" è entrata a far parte del capitale sociale della banca.

### L'insolvenza
Inizialmente la Banca d’Italia, con provvedimento del 27 agosto 2013, aveva disposto la sospensione, in via temporanea, degli organi con funzioni di amministrazione e controllo di Banca delle Marche, ai sensi dell'articolo 76 del Testo Unico Bancario, per le gravi perdite patrimoniali e le gravi irregolarità amministrative dell'istituto, visto che il bilancio del primo semestre 2013 ha chiuso con una perdita di 232 milioni di euro dopo la perdita 2012 di 526 milioni di euro. Con il citato provvedimento sono stati nominati quali commissari della banca  i sigg. dott. Federico Terrinoni e rag. Giuseppe Feliziani che si sono insediati il 30 agosto 2013.
Il Ministero dell'Economia e delle Finanze, con Decreto del 15 ottobre 2013, ha disposto, su proposta della Banca d'Italia, lo scioglimento degli organi con funzioni di amministrazione e controllo di Banca delle Marche, e la sua sottoposizione alla procedura di amministrazione straordinaria ai sensi dell'art. 70, comma 1, lett. a) e b) e dell'art. 98, commi 1 e 2, lett. a) del Testo Unico Bancario, al fine di proseguire l'opera di risanamento incominciata dai commissari ed avviare la patrimonializzazione della banca per 400 milioni di euro. Con provvedimento della Banca d'Italia del 22 ottobre 2013 sono stati confermati quali commissari straordinari della banca, quelli provvisori, Terrinoni e Feliziani e, come componenti del Comitato di sorveglianza, i sigg. prof. Giuseppe Guizzi, prof. Matteo Rescigno e prof. Massimo Spisni. Gli Organi straordinari si sono insediati il 25 ottobre 2013.
L'Amministrazione straordinaria è stata prorogata per ulteriori 2 mesi il 13 ottobre 2015 dopo la comunicazione dell'8 ottobre 2015 del Fondo interbancario di tutela dei depositi di intervento nel capitale sociale in base a progetto che dovrà essere redatto dagli stessi commissari.

#### Il D.L. 183/2015
Il 22 novembre 2015 il Consiglio dei ministri approva il decreto-legge n. 183, che su proposta della Banca d'Italia, ha disposto la risoluzione dell'istituto come da normativa BRRD (Bank Recovery and Resolution Directive) recepita, appena 6 giorni prima, con il D.Lgs 180/2015 del 16 novembre, con l'azzeramento totale del valore delle azioni e delle obbligazioni subordinate.
I commissari sono decaduti il 22 novembre in seguito alla cessione della vecchia banca, messa in liquidazione, a favore della nuova, denominata Nuova Banca delle Marche S.p.A., che ha assorbito i diritti, le attività e le passività positivi, con esclusione delle passività subordinate (c.d. Bridge Bank) ed iniziato ad operare il 23 novembre, dopo essere stata autorizzata dalla Banca d'Italia il giorno precedente che ha anche nominato il CdA, presieduto da Roberto Nicastro.
I prestiti in sofferenza che residuano una volta fatte assorbire le perdite dalle azioni e dalle obbligazioni subordinate, invece, sono confluiti in una bad bank unica, priva di licenza bancaria, assieme a quelli di Banca Popolare dell'Etruria e del Lazio, Cassa di Risparmio di Ferrara e Cassa di Risparmio della Provincia di Chieti che hanno avuto analogo epilogo. La bad bank cercherà di collocare gli assets sul mercato ad operatori specializzati avendo ricevuto in carico tali crediti al valore attuale dopo una pesante svalutazione di libro. Anche la nuova banca, sarà comunque collocata sul mercato ad un prezzo, si ipotizza, maggiore della capitalizzazione effettuata dal fondo nazionale di risoluzione che ammonta a 1,041 miliardi di euro oltre ad avere coperte le perdite patrimoniali dovute alla svalutazione dei crediti finiti nella bad bank. Al Fondo di risoluzione partecipano tutti gli istituti italiani che sono stati chiamati a versarvi le quote anticipate dei primi 3 anni per concludere l'operazione del controvalore di circa 3,6 miliardi di euro di cui nessuno proveniente dallo Stato.

### Sponsorizzazioni sportive
Banca Marche sosteneva le attività delle più varie specialità agonistiche e ricreative che si svolgono nella regione: non soltanto sponsorizzando le grandi squadre o gli atleti famosi, ma soprattutto facendo un'operazione capillare di sostegno e finanziamento delle formazioni giovanili di tutte le discipline sportive che si praticano nelle Marche.

### Gli ex azionisti
- Fondazione Carima (C.R. della Provincia di Macerata) - 22,51%
- Fondazione C.R. Pesaro - 22,51%
- Fondazione Carisj (C.R. Jesi) - 10,78%
- Fondazione Carifano (C.R. Fano - 3,35%
- Intesa Sanpaolo S.p.A. - 5,84%
- Altri azionisti - 32,27%
- Azioni proprie disponibili - 2,74%

## Nuova Banca delle Marche S.p.A.
Il capitale sociale della nuova banca (tecnicamente ente-ponte) di 1,041 miliardi di euro che ha l'indicatore Core Tier 1 al 9%, con sede legale presso la Banca d'Italia, a Roma in via Nazionale 91, è interamente detenuto dal Fondo di risoluzione.
Nuova Banca delle Marche
Presidente del Consiglio di Amministrazione - Osvaldo Ranica
Amministratore Delegato - Alberto Pedroli
Consigliere - Maria Pierdicchi
Il presidente del collegio sindacale è  Massimo Spisni.
Fanno capo alla banca 300 filiali presenti oltre che prevalentemente nelle Marche, anche in Umbria, Emilia-Romagna, Lazio, Abruzzo ed in misura marginale nel Molise con circa 2.700 dipendenti.
Nuova Banca delle Marche S.p.A. e le sue controllate sono state vendute dal Fondo di risoluzione a UBI Banca S.p.A. per il prezzo simbolico di 1 euro insieme a Nuova Banca Etruria e Nuova CariChieti il 10 maggio 2017.
Nuova Banca delle Marche S.p.A. ha cambiato denominazione sociale in Banca Adriatica S.p.A. il 7 settembre 2017, poi, il successivo 23 ottobre 2017 Banca Adriatica S.p.A. e la sua controllata CARILO – Cassa di Risparmio di Loreto S.p.A sono state fuse in UBI Banca S.p.A.